# Мужская сборная Азербайджана по волейболу
Мужская национальная сборная Азербайджана по волейболу (азерб. Kişilərdən ibarət Azərbaycan Milli voleybol komandası) — национальная команда, представляющая Азербайджан на международных соревнованиях по волейболу. Управляется Федерацией волейбола Азербайджана (ФВА).

## История
История мужского волейбола в Азербайджане уходит в 1930-е годы, когда в 1926 году в Баку приезжают на гастроли актёры московских театров — Камерного и Революции. Первая секция была организована Н. Аруновым среди железнодорожников Баку. Затем были созданы команды Азербайджанского государственного университета, «Горняк», «Динамо», «Коммунальник», профсоюза нефтяников.
Первые волейбольные площадки были оборудованы в Баку на территории Азербайджанского государственного университета, а также в парках культуры и отдыха «Коммунист» и «Роте Фане».
В 1930-х азербайджанский волейбол уже был известен в СССР. Среди представителей того поколения следует отметить волейболистов Беюккиши Мурадова и Ивана Дьячкова. В 1932 году был проведён первый чемпионат Баку, в котором победили «железнодорожники».
К 1950-м годам интерес к волейболу в Азербайджане значительно возрос, что способствовало появлению множества сильных волейболистов. Они привлекались в сборную СССР, в составе которой выступали на чемпионатах мира и Европы. Азербайджанский волейболист Октай Агаев в 1956 году стал бронзовым призёром чемпионата мира по волейболу среди мужских команд, проходившем в Париже.
В развитии волейбола в Азербайджане в 1960-х годах большую роль сыграл тренер Шамиль Шамхалов. В 1956 году шесть воспитанников Шамхалова стали чемпионами СССР среди молодежи. Спустя три года Шамхалов отправляет свои юношеские женские и мужские команды на Всесоюзную Спартакиаду школьников, которые возвращаются из Москвы чемпионами.

## Тренерский состав
До 2007 года главным тренером мужской сборной Азербайджана являлся Октай Мусаев. В ноябре 2013 года новым главным тренером вновь сформированной национальной сборной был назначен 51 летний кубинский специалист Силле Табарес Леонардо, под руководством которого сборная Азербайджана выступила в Лиге Европы 2014 и Европейских Играх 2015 года в Баку. Леонардо заменил на данном посту болгарина Пламена Христова.

## Статистика выступлений
В июне 2006 года сборная, под руководством Октая Мусаева, принимала участие в групповом отборочном турнире чемпионата Европы, проходившем в Португалии.

## Достижения
В апреле 2012 года сборная Азербайджана стала серебряным призёром международного турнира «Дружба», проходившего в украинском городе Винница.

## Евролига

### 2025
На ноябрь 2024 года сборная занимала 37 место в рейтинге Европейской конфедерацией волейбола. Поэтому в розыгрыше Евролиги 2025 примет участие в Серебряной лиге. Игры пройдут с 30 мая по 6 июля 2025 года. 
Азербайджан встретится с Грузией, Швецией, Венгрией, Люксембургом, Австрией и Фарерскими островами. 
Матчи первого тура пройдут в Швеции. 6 июня сборная сыграет со Швецией, 7 июня — с Грузией. 
Второй тур пройдёт в Баку с 13 по 15 июня, третий — на Фарерских островах с 20 по 22 июня.  
Состав команды на турнире:
- Нападающие: Андрей Мельников, Джавид Азимов, Юсиф Буниятов[азерб.], Вусал Гурбанов

- Блокирующие: Аслан Гамидов, Мардан Мамедов, Дмитрий Баранов, Рамазан Агабеков

- Связующие: Роман Гурский, Амирмехди Аблоу

- Либеро: Кенан Аллахвердиев, Нихад Гасымов

## Главные тренеры
- Октай Мусаев (?—2007)[4]
- Пламен Христов (? — ноябрь 2013)[6]
- Силле Табарес Леонардо (ноябрь 2013 — ?)[6]
- Парвиз Самедов[13]
- Фарид Джалалов[азерб.] (с 28 февраля 2024)[14][13]